# Прачинван
Прачинван (санскр. प्राचीन्वन्त्; IAST: Prācīnvant) — персонаж индуистской мифологии, царь из Лунной династии), сын Джанамеджая и Кошальи (Ананты). Он правил царством, которым ранее владел Пуру, сын Яяти. Согласно книге Адипарва, он завоевал все царства в регионе Ост-Индия. Прачинван был женат на Ашванти и имел сына по имени Сампаяни.